# Prosactogaster longula
Prosactogaster longula är en stekelart som beskrevs av Jean-Jacques Kieffer 1916. Prosactogaster longula ingår i släktet Prosactogaster och familjen gallmyggesteklar. Inga underarter finns listade i Catalogue of Life.